# Muscle masséter
Le muscle masséter ou le masséter (musculus masseter en latin) est un puissant muscle masticateur de l'appareil manducateur.
Il est constitué de deux parties :
- une partie superficielle,
- une partie profonde formées

Elles sont séparées en quatre faisceaux :un superficiel, un intermédiaire, un profond et un coronoïde, .

## Origine
- Le faisceau superficiel s'insère sur les 2/3 antérieurs de l'arc zygomatique, dont une insertion sur le bord postéro-inférieur de l'os zygomatique, par une lame aponévrotique rejoignant la face latérale du muscle ;
- Le faisceau intermédiaire s'insère légèrement plus postérieurement au faisceau superficiel ;
- Le faisceau profond naît sur le bord inférieur de l'arc zygomatique, y compris le processus zygomatique de l'os temporal ;
- Le faisceau coronoïde s'insère sur la surface médiane du processus zygomatique de l'os temporal.

## Trajet
- Le faisceau superficiel est oblique en bas et en arrière ;
- Le faisceau intermédiaire est légèrement plus verticalisé. Il est presque totalement recouvert par le faisceau superficiel ;
- Le faisceau profond est vertical descendant ;
- Le faisceau coronoïde est oblique.

## Insertion
Le masséter se termine sur la face latérale de la mandibule :
- Le faisceau superficiel se termine sur la partie inférieure de la branche montante de la mandibule, en recouvrant le gonion (angle de la mandibule) ;
- Le faisceau profond se termine sur la face latérale de la branche montante de la mandibule, au-dessus du superficiel en remontant jusqu'au processus coronoïde ;
- Le faisceau coronoïde se termine sur la racine et l'arrière du processus coronoïde.

## Innervation et vascularisation
Il est innervé par le rameau massétérique du nerf temporo-massétérique, lui-même branche du nerf mandibulaire (V3).
Le muscle est vascularisé par l'artère massétérique, branche issue du second segment de l'artère maxillaire.

## Action
Effectue une élévation de la mandibule grâce à sa composante oblique et peut donner une antépulsion à celle-ci pour positionner les incisives inférieures en avant par rapport aux incisives supérieures grâce cette fois-ci à sa composante horizontale.

## Galerie

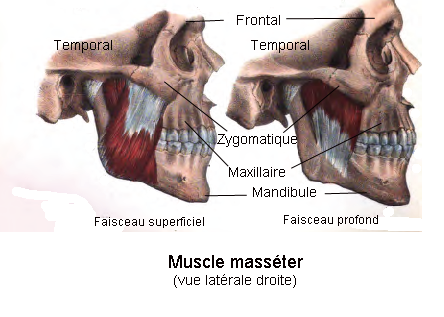
Vue latérale droite du masséter.
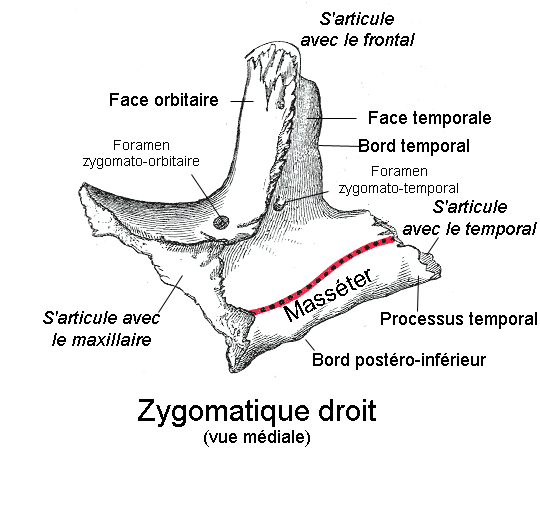
Os zygomatique avec l'insertion du masséter.
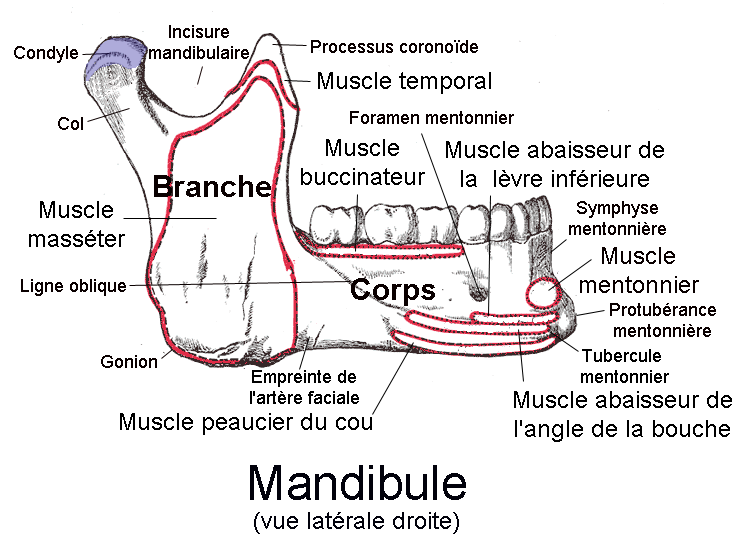
Mandibule vue de droite avec l'insertion du masséter.
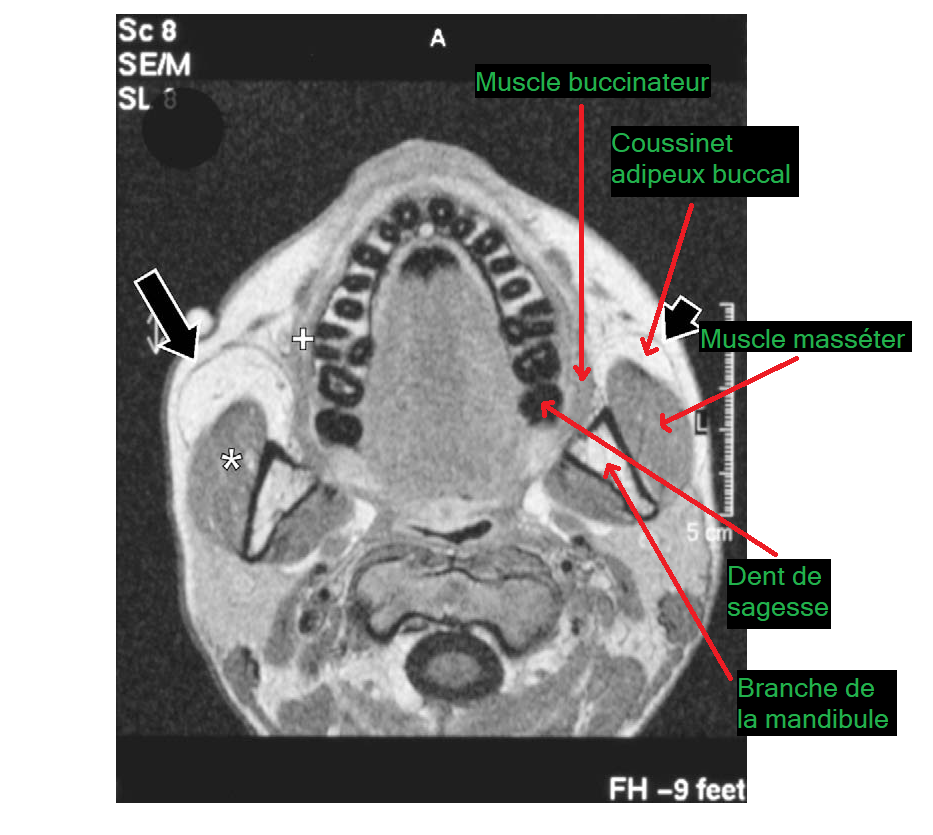
IRM de tête au niveau des dents mandibulaires, avec le muscle masséter.

## Commentaires
Le muscle est recouvert du fascia massétérique, qui, avec les trois faisceaux du muscle et le ramus mandibulaire, forment une loge ostéo-fibreuse, complètement fermée, à l'exception d'un espace entre le condyle de la  mandibule et le bord postérieur du faisceau profond. C'est par cet espace que passent les vaisseaux et nerfs du muscle.
Le bord externe du masséter est en rapport avec le canal de Sténon.